# Stephen Wroe
Stephen Wroe (* 1962) ist ein australischer Evolutionsbiologe. Er befasst sich mit der Paläontologe, der Zoologie, der Anthropologie, der Biomechanik und der Evolution.

## Leben
Wroe absolvierte seine akademische Ausbildung an der University of New South Wales. Er erwarb 1991 den Bachelor of Science mit Auszeichnung und 1998 wurde er mit der Dissertation New marsupicarnivoran fossil material from tertiary deposits in Queensland and it’s significance in the interpretation of Australian marsupicarnivore in Paläontologie, Systematik und Paläobiologie zum Ph.D. promoviert. 1999 war er wissenschaftlicher Mitarbeiter des Zentrums für die Erforschung der terrestrischen Ökosysteme Australiens am Australian Museum und wissenschaftlicher Mitarbeiter am Macleay Museum der Universität Sydney. Ab 2001 war er U2000-Postdoc-Stipendiat am Institute for Wildlife Research der School of Biological Sciences und ab 2005 wissenschaftlicher Mitarbeiter der Electron Microscopy Unit an der Universität Sydney. Von 2006 bis 2019 war er an der School of Biological, Earth & Environmental Sciences der University of New South Wales tätig. Von Januar 2006 bis Dezember 2010 hatte er ein Queen Elizabeth II Fellowship für leitende Forscher an der University of New South Wales. Von Januar 2006 bis Februar 2013 war er außerordentlicher Professor an der University of New South Wales. Seit Mai 2013 ist er Direktor des Function, Evolution & Anatomy Research Lab (FEARLab) an der University of New England in Armidale, New South Wales. Im Juli 2013 wurde er außerordentlicher Professor an der School of Environmental and Rural Science und seit Januar 2014 ist er ordentlicher Professor an der University of New England.
Wroes Forschung umfasst im Wesentlichen die Bereiche Morphologie von Wirbeltieren, Evolution und computergestützte Biomechanik, Formanalyse und virtuelle Rekonstruktion. Zu den spezifischeren Interessen gehören die Form-Funktions-Beziehungen, die Nahrungsökologie und Systematik bei rezenten und fossilen Taxa, darunter Menschen und Menschenaffen, Primaten, Beuteltiere (z. B. fleischfressende Kängurus) und Plazentatiere, Fleischfresser (z. B. Thylacinidae, Katzen, Hunde, Bären, Hyänen), Vögel, Haie, Krokodile, Warane und andere Reptilien, der Einsatz der Finite-Elemente-Analyse (FEA) zur Vorhersage des Fressverhaltens, das Aussterben der australischen Megafauna sowie die Phylogenie und Biogeographie der Raubbeutler.
Das FEARLab verwendet computergestützte 3D-Modellierung (Finite-Elemente-Analyse) und geometrische Morphometrie, um das mechanische Verhalten von Schädeln und anderen biologischen Strukturen vorherzusagen und zu analysieren. Diese Techniken liefern detaillierte Einblicke in die Anpassung von Tieren an bestimmte Verhaltensweisen, ermöglichen Prognosen über das Verhalten fossiler Arten und finden Anwendung in verschiedenen biomedizinischen Bereichen. Beispiele hierfür sind die Vorhersage der optimalen Anordnung von Platten und Schrauben zur Behandlung von Knochenbrüchen, die Verbesserung von Prothesen, die Erstellung realistischerer Modelle menschlicher Zähne für zahnmedizinische Behandlungen und das Verständnis der mechanischen Folgen von Osteoporose.
Wroe wirkte bei einigen Fernsehdokumentationen zum Thema Paläontologie mit, darunter Killer Instinct with Rob Bredl (2001), What Killed the Mega Beasts? (2002), Death of the Megabeasts (2008) und Prehistoric Predators (2009).

## Erstbeschreibungen von Stephen Wroe
- Archerium Wroe & Mackness, 2000
- Archerium chinchillaensis Wroe & Mackness, 2000
- Badjcinus Muirhead & Wroe, 1998
- Badjcinus turnbulli Muirhead & Wroe, 1998
- Barinya Wroe, 1999
- Barinya wangala Wroe, 1999
- Bohra bandharr (Dawson, Muirhead & Wroe, 1999) Prideaux & Warburton, 2023
- Djarthia Godthelp, Wroe & Archer, 1999
- Ekaltadeta jamiemulvaneyi Wroe, 1996
- Ganbulanyi Wroe, 1998
- Ganbulanyi djadjinguli Wroe, 1998
- Joculusium Wroe, 2001
- Joculusium muizoni Wroe, 2001
- Marlu karya Wroe, 1998
- Marlu syke Wroe, 1998
- Maximucinus Wroe, 2001
- Maximucinus muirheadae Wroe, 2001
- Mayigriphus Wroe, 1997
- Mayigriphus orbus Wroe, 1997
- Muribacinus Wroe, 1996
- Muribacinus gadiyuli Wroe, 1996